# Antonio Carafa (generale)
Antonio Carafa (Torrepaduli, 12 agosto 1642 – Vienna, 6 marzo 1693) è stato un generale italiano al servizio del Sacro Romano Impero, maresciallo di campo di Leopoldo I d'Asburgo, ricordato per una sua biografia scritta da Giambattista Vico su commissione del nipote Adriano Antonio Carafa (1695-1763).

## Biografia

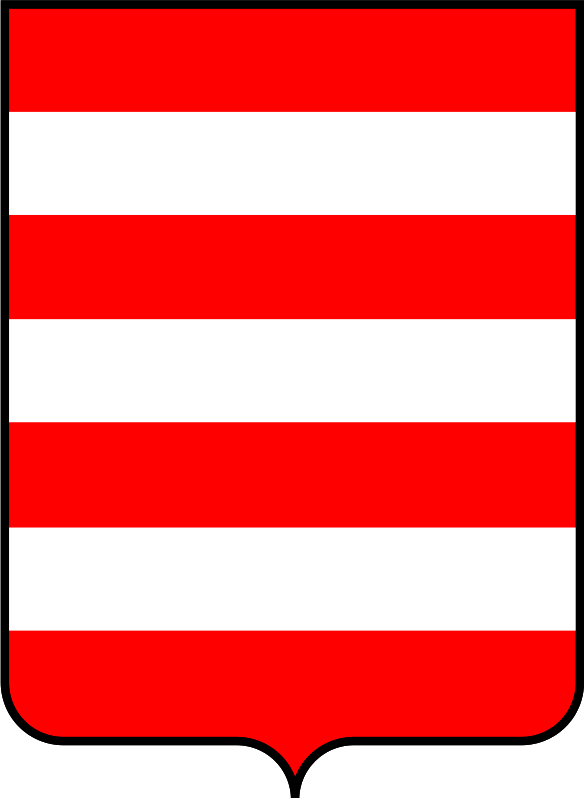
Stemma dei Carafa

Sestogenito di Marcantonio Carafa (1609-1642) e Maria Tommasina Carafa (i genitori erano cugini primi), nacque poco dopo la morte del padre la cui scomparsa lasciò la famiglia in ristrettezze economiche. Trascorse l'infanzia e l'adolescenza a Napoli dedicando agli esercizi fisici molta più attenzione che non allo studio del latino. Entrato nell'Ordine dei Cavalieri di Malta (23 dicembre 1660), lasciò Malta per Vienna nel 1666 ed entrò al servizio di Leopoldo I con la raccomandazione di Carlo Carafa della Spina, nunzio apostolico a Vienna e suo parente.
Arruolato come semplice venturiero, si distinse contro i ribelli ungheresi di Imre Thököly e 6 dicembre 1672 fu nominato colonnello di un reggimento di corazzieri. L'anno successivo sposò Caterina Cardona, una gentildonna spagnola. Il 21 giugno 1682 fu nominato sergente generale di battaglia, nel 1683 fu incaricato da Carlo V di Lorena di proteggere l'avanzata dell'esercito polacco di Giovanni Sobieski che accorreva in difesa di Vienna. Si distinse inoltre nelle campagne contro i Turchi in Ungheria, partecipando all'assedio di Buda nel 1686. I successi, caratterizzati spesso da crimini sanguinari verso la popolazione civile, sono testimoniati dagli avanzamenti di grado e dai riconoscimenti: tenente maresciallo di campo nel settembre del 1685, feldmaresciallo austriaco nel 1688, conte dell'Impero nel 1686, Toson d'oro ottenuto da Carlo II di Spagna nel 1687.
Nel 1691 comandò le truppe imperiali in Italia nell'ambito della Guerra dei Nove Anni. Si preoccupò innanzitutto di spremere le popolazioni italiane moltiplicando di cinquanta volte i tributi richiesti rispetto a quanto preteso dal marchese Ferdinando degli Obizzi che l'aveva preceduto nell'incarico, minacciando l'invio delle proprie truppe a chi avesse rifiutato di pagare. Le proteste contro il Carafa, rivolte all'imperatore direttamente o attraverso il pontefice, quando non assunsero il carattere di sommovimenti popolari (per esempio, a Castiglione delle Stiviere) sortirono finalmente l'effetto sperato, allorquando Carafa venne richiamato a Vienna nell'aprile del 1692. Si dimetterà dall'incarico l'11 gennaio 1693. Chiederà in compenso la carica di ambasciatore a Roma, che gli venne concessa da Leopoldo I il 4 febbraio, ma un'improvvisa febbre lo portò a morte alla vigilia della sua partenza il 7 marzo 1693.